# Zlatko Grgić
Zlatko Grgić (* 21. Juni 1931 in Zagreb, Königreich Jugoslawien; † 4. Oktober 1988 in Toronto, Kanada) war ein jugoslawischer Animator und Filmregisseur.

## Leben
Grgić studierte an der Universität Zagreb Journalismus und Jura, brach sein Studium jedoch ab. Er arbeitete zunächst als Cartoonist für verschiedene Zeitungen und Zeitschriften und kam 1956 zur Animationsabteilung des Studios Zagreb Film. Als Animator war er unter anderem an Filmen von Nikola Kostelac (Premijera, Susret u snu) und Dušan Vukotić beteiligt. Als Regisseur schuf er ab 1967 die Fernsehserie Profesor Baltazar sowie ab 1971 die Serie Maxi Cat. Im Jahr 1970 ging er für einige Monate an das National Film Board of Canada, wo er den Film Hot Stuff über die Entwicklung des Feuers und der Elektrizität animierte und drehte. Mit Bob Godfrey schuf er 1979 den satirischen Kurzanimationsfilm Dream Doll, der 1980 eine Oscarnominierung in der Kategorie Bester animierter Kurzfilm erhielt. Grgić verstarb 1988. 

## Filmografie (Auswahl)
Filme als Regisseur:
- 1965: Đavolja Posla
- 1965: Peti
- 1966: Muzikalno prase
- 1967: Izumitelj cipela
- 1967–1971: Profesor Baltazar
- 1967: Tolerancija
- 1968: Kovceg
- 1971: Hot Stuff
- 1971: Volite se a ne ratujte
- 1971–1973: Maxi Cat
- 1974: Who Are We?
- 1977: Deep Threat
- 1979: Dream Doll

## Auszeichnungen
- 1966: Internationale Filmfestspiele von Cannes 1966, Nominierung für die Goldene Palme (Bester Kurzfilm), für  Muzikalno prase
- 1966: Goldene Taube, Internationales Leipziger Festival für Dokumentar- und Animationsfilm, für  Muzikalno prase
- 1968: Berlinale 1968, C.I.D.A.L.C. Ghandi Award, für Tolerancija
- 1980: Oscarnominierung, Bester animierter Kurzfilm, für Dream Doll